# Родриго Кайо
Родриго Кайо Кокете Русо (порт.-браз. Rodrigo Caio Coquette Russo; род. 17 августа 1993, Драсена, штат Сан-Паулу) — бразильский футбольный тренер, ранее выступавший как футболист на позиции защитника. Ассистент главного тренера клуба «Фламенго».

## Биография
Родриго Кайо начал карьеру в 2005 году в юношеской команде «Сан-Паулу». Затем он выступал за «молодёжку» клуба, с которой выиграл два чемпионата штата, в возрастной категории до 15 лет (2007 и 2008 годов), и Кубок Найк в 2007 году. В 2010 году, с командой до 20 лет, Кайо стал победителем Кубка юниоров Сан-Паулу; тогда он выступал в команде вместе с Лукасом Моурой, Каземиро и Бруно Увини. 26 июня 2011 года главный тренер «Сан-Паулу», Пауло Сезар Карпежиани, впервые выпустил молодого игрока в основном составе в матче чемпионата Бразилии с «Коринтиансом», где его команда крупно проиграла 0:5. В 2012 году Кайо стал чаще выходить на поле, чаще всего подменяя парагвайца Ивана Пириса. 20 марта 2013 года защитник забил первый гол за клуб, поразив ворота «Сан-Бернардо». В связи с травмами Эдсона и Пауло Миранды, Родриго стал твёрдым игроком основного состава клуба. Им интересовалась «Барселона», хотя сам футболист заявил, что официальных переговоров с клубом не было. 2 августа 2014 года в матче с «Крисиумой» Кайо потянул связки колена и выбыл из строя на 7 месяцев. Он смог вернуться на поле только в 2015 году.
12 июня 2015 года появилась информация о переходе Родриго Кайо в испанский клуб «Валенсия» за 12,5 млн евро плюс 4 млн в случае удачных выступлений футболиста. Но, как выяснилось 30 июня 2015 года, игрок не прошёл медосмотр — у него выявлены проблемы с коленным суставом.
Летом 2017 года Кайо получил предложение от петербургского «Зенита». Российский клуб был готов заплатить за трансфер игрока 18 млн евро. Родриго отказался участвовать в сделке, отметив, что он намерен попробовать свои силы в более сильном чемпионате.
29 декабря 2018 года подписал контракт с «Фламенго» сроком до декабря 2023 года. Вместе с командой 23 ноября 2019 года стал обладателем Кубка Либертадорес. Также помог своей команде выиграть чемпионат штата и чемпионат Бразилии.

## Статистика
| Сезон | Клуб      | Лига    | Чемпионат | Чемпионат | Кубок | Кубок | Междун. | Междун. | Прочие | Прочие |
| Сезон | Клуб      | Лига    | Игры      | Голы      | Игры  | Голы  | Игры    | Голы    | Игры   | Голы   |
| ----- | --------- | ------- | --------- | --------- | ----- | ----- | ------- | ------- | ------ | ------ |
| 2011  | Сан-Паулу | Серия А | 8         | 0         | 0     | 0     | 0       | 0       | 0      | 0      |
| 2012  | Сан-Паулу | Серия А | 7         | 0         | 3     | 0     | 1       | 0       | 9      | 0      |
| 2013  | Сан-Паулу | Серия А | 36        | 3         | 0     | 0     | 11      | 0       | 11     | 1      |
| 2014  | Сан-Паулу | Серия А | 8         | 0         | 4     | 0     | 0       | 0       | 13     | 1      |
| 2015  | Сан-Паулу | Серия А | 3         | 0         | 0     | 0     | 3       | 0       | 4      | 0      |

1. ↑  Глава «Международные» включат матчи Кубка Либертадорес, Южноамериканского кубка, Рекопы Южной Америки, Кубок банка Суруга

1. ↑  Глава «Прочие» включат матчи Чемпионата штата Сан-Паулу

## Достижения
- Чемпион штата Рио-де-Жанейро (3): 2019, 2020, 2021
- Чемпион Бразилии (2): 2019, 2020
- Вице-чемпион Бразилии (1): 2014
- Обладатель Суперкубка Бразилии (2): 2020, 2021
- Обладатель Южноамериканского кубка (1): 2012
- Обладатель Кубка Либертадорес (1): 2019
- Обладатель Рекопы Южной Америки (1): 2020
- Финалист Кубка Либертадорес (1): 2021
- Победитель турнира в Тулоне: 2014
- Олимпийский чемпион: 2016